# ألكسندر سكوتش
ألكسندر فرانك سكوتش (20 ماي 1904 - 12 ماي 2004) (بالإنجليزية: Alexander Frank Skutch)‏ عالم طيور وكاتب أمريكي. نشر العديد من الأوراق العلمية والكتب حول الطيور والعديد من الكتب عن الفلسفة.